# Communauté de communes du Plateau Vert
La communauté de communes du Plateau Vert (CCPV) est une ancienne communauté de communes française, située dans le département de la Seine-Maritime en région Normandie.

## Historique
La communauté de communes du Plateau Vert a été créée par arrêté préfectoral du 28 décembre 2001.
Le projet de schéma départemental de coopération intercommunale présenté par le préfet de Seine-Maritime le 2 octobre 2015 dans le cadre de l'approfondissement de la coopération intercommunale prévu par la Loi portant nouvelle organisation territoriale de la République (Loi NOTRe) du 7 août 2015 prévoit l'éclatement du Plateau vert entre deux intercommunalités plus importantes : 
- La Communauté de communes de la région d'Yvetot que rejoindraient 8 communes et 4 008 habitants ;
- La Communauté de communes Caux-Austreberthe que rejoindraient 2 communes et 1 567 habitants[1],[2].

En conséquence, la communauté de communes est dissoute au 31 décembre 2016.

## Territoire communautaire

### Géographie
Philippe Gaury, historien régionaliste, nota que les limites territoriales de ce nouvel établissement public rappelle étrangement celles de l'ancien canton de Fréville qui exista de 1795 à 1800. En effet, seule la commune d'Épinay-sur-Duclair constitue une différence puisqu'elle n'est pas dans la Communauté. Les élus aujourd'hui ignoraient le territoire de cet ancien canton en choisissant de travailler ensemble. Il existe donc, depuis longtemps, une attraction naturelle[pourquoi ?] sur le plateau dans le quadrilatère "Barentin, Yvetôt, Duclair et Caudebec". Dans le fonctionnement, cet ancien canton ressemblait plutôt à une Communauté de communes aujourd'hui avec un organe exécutif.  

### Composition
L'intercommunalité a regroupé, entre le 1er janvier 2016 et le 31 décembre 2016, 7 communes du département de la Seine-Maritime, à la suite de la création de la commune nouvelle de Saint-Martin-de-l'If qui regroupe les anciennes communes de Betteville, La Folletière, Fréville et Mont-de-l'If :
| Nom                          | Code Insee | Gentilé             | Superficie (km2) | Population (dernière pop. légale) | Densité (hab./km2) |
| ---------------------------- | ---------- | ------------------- | ---------------- | --------------------------------- | ------------------ |
| Saint-Martin-de-l'If (siège) | 76289      |                     | 22,92            | 1 679 (2014)                      | 73                 |
| Blacqueville                 | 76099      | Blacquevillais      | 10,02            | 664 (2014)                        | 66                 |
| Bouville                     | 76135      |                     | 12,48            | 962 (2014)                        | 77                 |
| Carville-la-Folletière       | 76160      |                     | 4,36             | 435 (2014)                        | 100                |
| Croix-Mare                   | 76203      | Croixmariens        | 8,64             | 787 (2014)                        | 91                 |
| Écalles-Alix                 | 76223      | Écallais            | 7,10             | 517 (2014)                        | 73                 |
| Mesnil-Panneville            | 76433      | Mesnil-Pannevillais | 11,87            | 687 (2014)                        | 58                 |

## Organisation

### Siège
Le siège de la communauté de communes se trouve dans les locaux de la mairie à Fréville.

### Élus
La communauté de communes est administrée par son Conseil communautaire, composé, pour la mandature 2014-202, de 23 conseillers municipaux représentant chacune des communes membres.
Le conseil communautaire du 9 avril 2014 a réélu son président, Sylvain Garand, maire de Fréville, et ses deux vice-présidents : 
1. Bernard Bertaux, maire-adjoint de Bouville  ;
2. Sylvain Bulard, maire de Blacqueville.

Le bureau de l'intercommunalité pour la mandature 2014-2020 est constitué du président, des vice présidents et des membres suivants : Jean-Pierre Chech, Rémi Dubost, Daniel Bulan, Jean-Louis Luc, Christophe Acher, Éric Carpentier.

### Liste des présidents
| Période                                  | Période                        | Identité       | Étiquette | Qualité                                                     |
| ---------------------------------------- | ------------------------------ | -------------- | --------- | ----------------------------------------------------------- |
| Les données manquantes sont à compléter. |                                |                |           |                                                             |
| 2003                                     | En cours (au 29 novembre 2015) | Sylvain Garand |           | Maire de Fréville (2001 → ) Réélu pour le mandat 2014-2020, |

### Compétences
L'intercommunalité exerce les compétences qui lui ont été déléguées par les communes membres, dans les conditions fixées par le code général des collectivités territoriales.
Selon les  statuts de 2009, ces compétences sont :
- Aménagement de l'espace ;
- Création, aménagement et entretien de la voirie (hors trottoirs, éclairage et réseaux) ;
- Politique du logement et du cadre de vie : élaboration d'un plan local de l'habitat (PLH) ;
- Mise en valeur de l'environnement et du patrimoine :
  - Entretien et développement des chemins ruraux  référencés au plan départemental ou nécessaires au projet touristique ;
  - Subventionnement pour la rénovation et la mise en valeur des édifices communaux classés ;
  - Subventionnement de l’enfouissement  des réseaux dans les sites classés ;
  - Aide à la mise en place de projets liés au FEOGA (mesure 25 : protection, conservation et valorisation  du petit patrimoine rural) ;
- Création de loisirs en faveur des jeunes et des  personnes âgées et soutien aux associations porteuses de projet entrant dans ce cadre ;
- Soutien au projet de jumelage intercommunal avec une institution étrangère et au fonctionnement de  l'association support ;
- Soutien au fonctionnement de l'association intercommunale de l'école de musique du Plateau Vert[5].

### Régime fiscal
L'intercommunalité est financée par une fiscalité additionnelle aux impôts locaux des communes, avec FPZ (fiscalité professionnelle de zone) et sans FPE (fiscalité professionnelle sur les éoliennes).

### Jumelage
- Wolsingham (Angleterre)[7].